# عباس ‌الثاني
أبُو المُظفَّرِ الشَّاهُ عَبَّاسُ الثَّانِي بنُ الشَّاهِ صَفِيّ الصَّفَويّ بَهَادُر خَان صَاحِبْقِران شَاهِنْشَاهُ فَارِس (بالفارسية: ابوالمظفر شاه عباس دوم بن شاه صفی الصفوی بهادرخان صاحبقران شاهنشاه فارس) ولد باسم سُلْطَان مُحَمَّد مِيْرزَا (بالفارسية: سلطان محمد میرزا) (1043 هـ - 1078 هـ الموافق فيه 30 أغسطس (آب) 1632م - 26 أكتوبر (تشرين الأول) 1666م) المشهور اختصارًا بِـ«عباس الثاني» هو الشاه السابع من البيت الصفوي الذي حكم إمبراطورية واسعة لأكثر من مائتي عامٍ. وقد حكم البلاد من سنة 1052 هـ المُوافقة لِسنة 1642م حتى سنة 1077 هـ المُوافقة لِسنة 1666م. شهد عهده حقبة مِن الازدهار والسَّلام والتقدُم والأمان خالية من التمرُدات وقد برز كَقائد عسكري قوي، عُرفَ عنه اهتمامُه بِشؤون الدَّولة وإقامة العدل. ويعتبرُه المؤرخون المُعاصرون آخر المُلوك الأقوياء للدَّولة الصفويَّة.
هو عباس الثاني ابن الشاه صفي بن صفي ميرزا ابن الشاه عباس الأوّل ابن خدابنده بن طهماسب الحسيني الموسوي الصفوي. أصبح ملكا في السادس عشر من صفر سنة 1052 هـ وعمره يومئذ عشر سنوات. تمكن سنة 1059 هـ من استرجاع قندهار من [سلطنة مغول الهند]
توفي في قصر خسرو آباد في دامغان سنة 1078 هـ، وقيل سنة 1077 هـ، ودفن في قم.